# Casper Mountain (Wyoming)
Casper Mountain es un Lugar designado por el censo ubicado en el condado de Natrona en el estado estadounidense de Wyoming. En el año 2010 tenía una población de 401 habitantes y una densidad poblacional de 14.85 personas por km² .

## Geografía
Casper Mountain se encuentra ubicado en las coordenadas 42°52′6.52″N 106°24′40.54″O / 42.8684778, -106.4112611. Según la Oficina del Censo,  la localidad tiene un área total de 27 km² (10,4 mi²), de la cual 27 km² (10,4 mi²) es tierra y 0 km² (0 mi²) (0.0%) es agua.

### Localidades adyacentes
El siguiente diagrama muestra a las localidades en un radio de 36 kilómetros (22,4 mi) de Casper Mountain.

## Demografía
En el 2000 la renta per cápita promedia del hogar era de $65.795, y el ingreso promedio para una familia era de $67.273. El ingreso per cápita para la localidad era de $35.866. En 2000 los hombres tenían un ingreso per cápita de $51.705 contra $30.104 para las mujeres. Alrededor del 4.70% de la población estaba bajo el umbral de pobreza nacional.